# Inuktitut
Inuktitut (med stavelseskrift: ᐃᓄᒃᑎᑐᑦ, betyder bogstaveligt: "som inuitterne") er navnet på mange varianter af inuitiske sprog talt i Canada. Det tales i alle egne nord for trægrænsen inkl. dele af provinserne Newfoundland og Labrador, Quebec og dele af det nordøstlige Manitoba ligesom i territorierne Nunavut, Northwest Territories og traditionelt også ved Yukons kyst ud mod Ishavet.